# Emperor Tomato Ketchup
Emperor Tomato Ketchup — четвёртый студийный альбом британской инди-рок группы Stereolab, изданный 18 марта 1996 года на лейблах Duophonic Records и Elektra Records.
Альбом назван в честь экспериментального фильма 1971 года «Император Томатный кетчуп» японского режиссёра Сюдзи Тэраямы.

## История
В альбоме Emperor Tomato Ketchup Stereolab экспериментировали с композициями, в которых вместо традиционных риффов использовались зацикленные звуки. Критик Том Мун нашел композиционный подход группы напоминающим хип-хоп и электронную музыку, в которой петли были сложены в «богато текстурированные коллажи» .

## Отзывы
| Оценки критиков               | Оценки критиков |
| Источник                      | Оценка          |
| ----------------------------- | --------------- |
| AllMusic                      | [ 5 ]           |
| Entertainment Weekly          | B+              |
| The Guardian                  | [ 7 ]           |
| Mojo                          | [ 8 ]           |
| NME                           | 8/10            |
| Pitchfork                     | 9.4/10          |
| Record Collector              | [ 10 ]          |
| The Rolling Stone Album Guide | [ 11 ]          |
| Uncut                         | 9/10            |
| The Village Voice             | A−              |

Emperor Tomato Ketchupt был встречен музыкальными критиками в целом благосклонно.
В 2004 году в журнале The New Rolling Stone Album Guide Рони Сариг написал, что в Emperor Tomato Ketchup Stereolab создали «самое цельное, уверенное и завершенное заявление», отказавшись от своей прежней lo-fi эстетики и создав «безупречно спродюсированную, творчески смикшированную коллекцию, на которую приятно смотреть во всей её высокоточной красе».
Стивен Томас Эрлевайн из AllMusic заявил, что «Stereolab были готовы к прорыву» с Emperor Tomato Ketchup, учитывая как их растущее влияние на альтернативный рок, так и их все более доступное музыкальное направление. Он отметил, что в альбоме группа написала более цепляющие песни, при этом включив «более авангардные и экспериментальные влияния», в результате чего он стал их «самой сложной, многослойной записью».
Emperor Tomato Ketchup попал в многочисленные списки величайших альбомов. Spin назвал его 46-м лучшим альбомом 1990-х. В списке лучших альбомов десятилетия от Pitchfork он занял 51-е место, а автор Брент ДиКресцензо назвал его «самым окончательным и рекомендуемым заявлением Stereolab» и напомнил, что в момент выхода он «звучал совершенно футуристично и инопланетно». Том Мун включил Emperor Tomato Ketchup в свою книгу «1000 произведений, с которыми стоит ознакомиться, прежде чем вы умрёте» (2008), а также он был включен в книгу 1001 Albums You Must Hear Before You Die.

## Список композиций
Слова и музыка всех песен — Тима Гейна и Летисии Садье, кроме указанных.
| №                   | Название                   | Автор(ы)                 | Длительность |
| ------------------- | -------------------------- | ------------------------ | ------------ |
| 1.                  | «Metronomic Underground»   |                          | 7:55         |
| 2.                  | «Cybele's Reverie»         |                          | 4:42         |
| 3.                  | «Percolator»               | Gane Sadier Sean O'Hagan | 3:47         |
| 4.                  | «Les Yper-Sound»           |                          | 4:05         |
| 5.                  | «Spark Plug»               |                          | 2:29         |
| 6.                  | «OLV 26»                   |                          | 5:42         |
| 7.                  | «The Noise of Carpet»      |                          | 3:05         |
| 8.                  | «Tomorrow Is Already Here» |                          | 4:56         |
| 9.                  | «Emperor Tomato Ketchup»   |                          | 4:37         |
| 10.                 | «Monstre Sacre»            |                          | 3:44         |
| 11.                 | «Motoroller Scalatron»     |                          | 3:48         |
| 12.                 | «Slow Fast Hazel»          |                          | 3:53         |
| 13.                 | «Anonymous Collective»     |                          | 4:32         |
| Общая длительность: | Общая длительность:        | Общая длительность:      | 57:15        |

| №                   | Название            | Длительность |
| ------------------- | ------------------- | ------------ |
| 14.                 | «Brigitte»          | 5:45         |
| Общая длительность: | Общая длительность: | 63:00        |

| №                   | Название                          | Длительность |
| ------------------- | --------------------------------- | ------------ |
| 1.                  | «Freestyle Dumpling»              | 3:57         |
| 2.                  | «Noise of Carpet» (original mix)  | 3:07         |
| 3.                  | «Old Lungs»                       | 8:00         |
| 4.                  | «Percolator» (original mix)       | 4:54         |
| 5.                  | «Cybele's Reverie» (demo)         | 2:06         |
| 6.                  | «Spark Plug» (demo)               | 1:29         |
| 7.                  | «Spinal Column» (demo)            | 0:54         |
| 8.                  | «Emperor Tomato Ketchup» (demo)   | 2:14         |
| 9.                  | «Les Yper-Sound» (demo)           | 0:53         |
| 10.                 | «Metronomic Underground» (demo)   | 2:49         |
| 11.                 | «Percolator» (demo)               | 1:00         |
| 12.                 | «Tomorrow Is Already Here» (demo) | 2:35         |
| 13.                 | «Brigitte» (demo)                 | 3:08         |
| 14.                 | «Motoroller Scalatron» (demo)     | 1:48         |
| 15.                 | «Anonymous Collective» (demo)     | 2:20         |
| Общая длительность: | Общая длительность:               | 41:14        |

## Чарты
| Чарт (1996)                                    | Высшая позиция |
| ---------------------------------------------- | -------------- |
| Европа European Top 100 Albums (Music & Media) | 61             |
| Шотландия (Scottish Albums Chart)              | 50             |
| Великобритания (UK Albums Chart)               | 27             |
| Великобритания UK Independent Albums (OCC)     | 5              |
| США (Billboard Top Heatseekers Albums)         | 27             |

| Чарт (2019)                       | Высшая позиция |
| --------------------------------- | -------------- |
| Шотландия (Scottish Albums Chart) | 29             |
| США (Billboard Top Album Sales)   | 67             |